# Sveriges kristliga studentrörelse
Sveriges kristliga studentrörelse, SKS, bildades som den svenska grenen av Kristliga studentvärldsförbundet, World Student Christian Federation. Världsförbundet hade bildats 1895 i Vadstena som en internationell ekumenisk organisation för studenter. Kristliga studentförbund bildades i Uppsala 1901, i Lund 1902, i Stockholm 1904, i Göteborg 1909 och i Malmö 1932. Dessa samorganiserades till Sveriges kristliga studentrörelse år 1907. 
Rörelsen dominerades av ungkyrkorörelsen som företrädde folkkyrkotanken under ledning av bland andra Nathan Söderblom (sedermera ärkebiskop), Einar Billing, J.A. Eklund och Manfred Björkquist (sedermera biskopar). Detta ledde till att de frikyrkliga studenterna 1912 bröt sig ut och bildade en egen organisation, Fria Kristliga Studentföreningen, FKS. 
Efter världskyrkomötet 1968 bildades en federation mellan SKS, FKS, och den Katolska studentorganisationen (KATS). 1971 gick FKS och SKS samman till  Kristna studentrörelsen i Sverige (KRISS).